# سوبوتا (استان ووتسکی)
سوبوتا (به لهستانی:  Sobota) یک روستا در لهستان است که در گمینا بیلاوه واقع شده‌است. سوبوتا ۵۶۰ نفر جمعیت دارد.